# Smolan
Smolan és una població dels Estats Units a l'estat de Kansas. Segons el cens del 2000 tenia 218 habitants.

## Demografia
Segons el cens del 2000, Smolan tenia 218 habitants, 79 habitatges, i 63 famílies. La densitat de població era de 601,2 habitants/km².
Dels 79 habitatges en un 41,8% hi vivien nens de menys de 18 anys, en un 68,4% hi vivien parelles casades, en un 6,3% dones solteres, i en un 19% no eren unitats familiars. En el 16,5% dels habitatges hi vivien persones soles el 2,5% de les quals corresponia a persones de 65 anys o més que vivien soles. El nombre mitjà de persones vivint en cada habitatge era de 2,76 i el nombre mitjà de persones que vivien en cada família era de 3,06.
Per edats la població es repartia de la següent manera: un 31,2% tenia menys de 18 anys, un 5% entre 18 i 24, un 32,1% entre 25 i 44, un 22,5% de 45 a 60 i un 9,2% 65 anys o més.
L'edat mediana era de 37 anys. Per cada 100 dones de 18 o més anys hi havia 108,3 homes.
La renda mediana per habitatge era de 40.500 $ i la renda mediana per família de 43.750 $. Els homes tenien una renda mediana de 26.750 $ mentre que les dones 23.750 $. La renda per capita de la població era de 16.149 $. Entorn del 10,3% de les famílies i el 10% de la població estaven per davall del llindar de pobresa.

## Poblacions més properes
El següent diagrama mostra les poblacions més properes.